# Copiapó
Pour l’article homonyme, voir Copiapó (volcan).
Copiapó est une ville minière et une commune du Chili située dans le désert d'Atacama. C'est la capitale de la IIIe Région ou région d'Atacama. La ville de Copiapó est enclavée dans une vallée transversale du pays, formée par le Río Copiapó.

## Géographie
La commune de Copiapo se trouve au milieu du désert d'Atacama au nord du Chili à 678 km à vol d'oiseau au nord de la capitale Santiago, à une altitude d'environ 390 mètres. Sa superficie de 16 681 km2, soit trois fois la surface d'un département français, en fait la troisième commune du Chili par sa taille. Elle s'étend de l'Océan Pacifique à la Cordillère des Andes et la frontière avec l'Argentine. Sur son territoire à la frontière avec l'Argentine, se trouvent une série de volcans aux sommets particulièrement élevés dont certains actifs : Los Patos (6239 m), Nevado de Incahuasi (6621 m) Nevado Ojos del Salado  (6879 m)  Nevado Tres Cruces (6749 m). On trouve également des lacs d'une extrême salinité comme les Laguna Verde, Laguna Santa Rosa, Salar de Maricunga. La commune est irriguée par le Río Copiapó qui est alimenté par la fonte des neiges de la Cordillère des Andes. L'agglomération principale se trouve dans une oasis située sur le cours de cette rivière.

### Ville de Copiapo
La zone urbaine de l'agglomération de Copiapó est plutôt allongée car se trouvant limitée au nord par la Cordillère et au sud par la rivière elle-même.

## Histoire
La ville de Copiapó fut fondée officiellement le 8 décembre 1744 par le gouverneur José Manso de Velasco, sous le nom de San Francisco de la Selva de Copiapó (Saint François de la Forêt de Copiapó), mais ses véritables origines sont antérieures à l'arrivée des Espagnols au Chili, alors qu'elle faisait partie de l'Empire inca. À cette époque, la ville s'appelait Copayapu, que l'on pourrait traduire en « renard d'or », ou en « source turquoise ».
Lorsque Diego de Almagro découvrit le Chili en 1536, il le fit en passant à travers la Cordillère des Andes par la faille de Paipote, au milieu de la vallée du Copiapó.
En 2010, un accident minier à retentissement international vit 33 mineurs bloqués sous terre pendant 69 jours.

## Climat
Le climat dans la ville de Copiapo est de type désertique froid (BWk dans la classification de Köppen) avec une température moyenne de 15,2 °C et des précipitations pratiquement nulles (15 mm par an). L'amplitude thermique entre le jour et la nuit est importante.
| Mois                     | jan. | fév. | mars | avril | mai  | juin | jui. | août | sep. | oct. | nov. | déc. | année |
| ------------------------ | ---- | ---- | ---- | ----- | ---- | ---- | ---- | ---- | ---- | ---- | ---- | ---- | ----- |
| Température moyenne (°C) | 19,6 | 19,4 | 17,9 | 15,4  | 13,2 | 11,4 | 11,3 | 12   | 13,2 | 14,8 | 16,4 | 18,3 | 15,2  |
| Précipitations (mm)      | 0    | 0    | 1,1  | 0,2   | 0,4  | 1,1  | 6,5  | 2    | 0,2  | 0,5  | 0    | 0    | 12    |

## Démographie
En 2012, la population de la commune s'élevait à 158 261 habitants. La superficie de la commune est de 16 681 km2 (densité de 9 hab./km2).

## Économie
Les environs de Copiapó sont très riches en minerais, mais possède également une agriculture très développée, grâce à l'utilisation de techniques modernes d'irrigation (comme le goutte à goutte). Une des zones les plus arides du monde produit ainsi un des meilleurs raisins du monde, dont l'attrait est augmenté par une récolte précoce au printemps et en été.

## Équipements et services
Copiapó possède un aéroport (code AITA : CPO).

## Culture et patrimoine

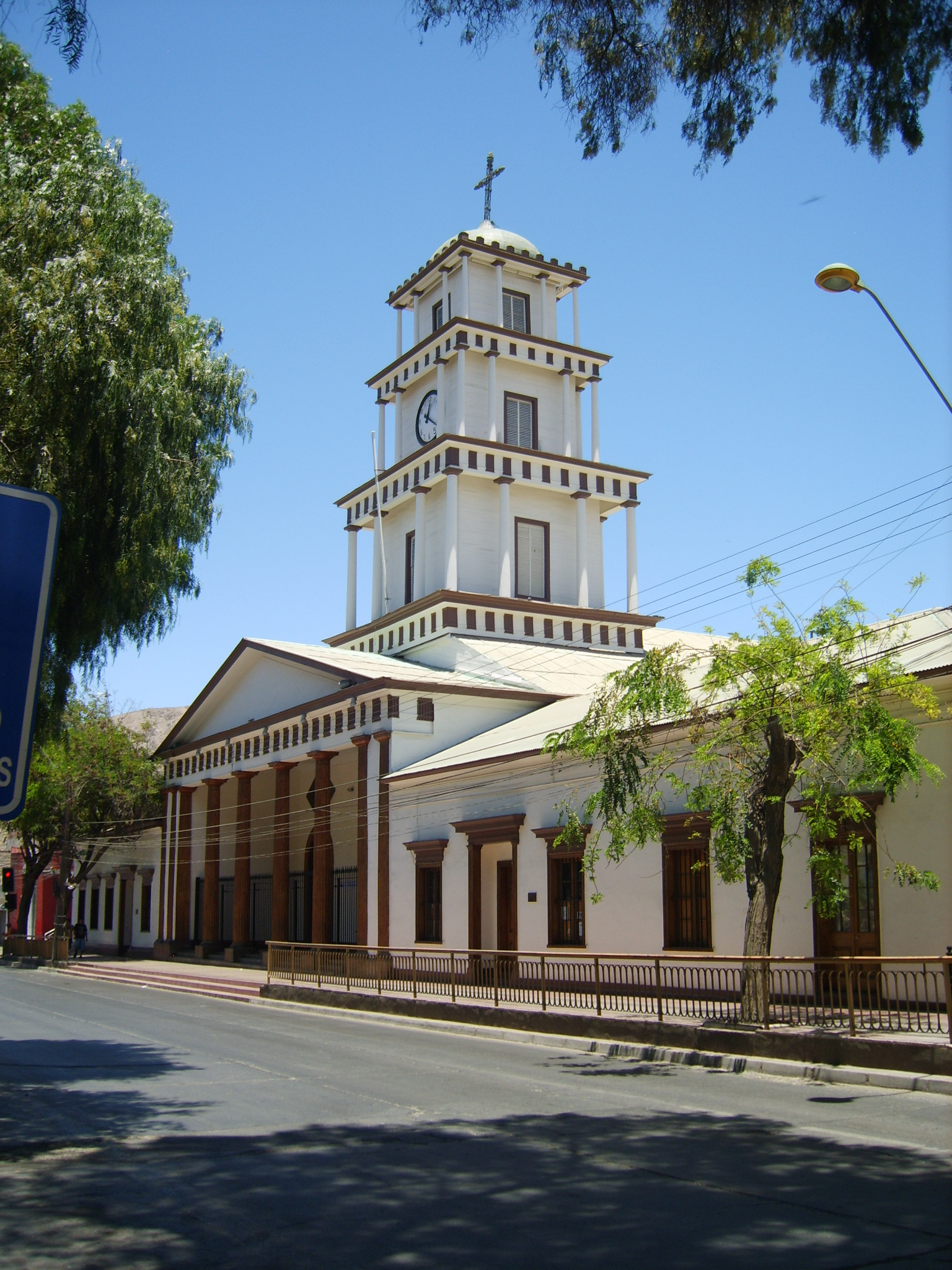
Cathédrale de Copiapó.

- L'église de Belén fut construite par les jésuites quand le Chili était une colonie espagnole et a été restaurée par la famille Villalobos en 1856 qui l'utilisa comme chapelle privée. Le mobilier et les statues viennent de France .

- La cathédrale Notre-Dame-du-Rosaire, siège du diocèse de Copiapó, se trouve place Copiapó. Elle a été construite entre 1840 et 1851 en style néoclassique anglais. Elle est construite en bois avec double cloison de 1,30 cm de large. Sa façade est ornée de colonnes et elle est surmontée d'une tour carrée à trois niveaux soutenus par des colonnes. L'intérieur ainsi que l'autel majeur sont ornés d'argent ciselé. le tableau du maître-autel est de l'Italien G. Fiorini. Des pierres tombales d'illustres citoyens s'y trouvent. L'édifice est déclaré monument national.

- La place Prat (Plaza Prat) est l'ancienne place d'armes de la ville. elle est ornée en son milieu d'une statue de marbre de facture française, allégorie de la mine, qui est l'activité majeure de la région. Aux quatre coins se trouvent des statues symbolisant les quatre saisons.

- La  gare ferroviaire fut édifiée en bois en 1854. On y trouve des bureaux, une salle d'attente et des quais couverts. Elle a été restaurée en 1982 et abrite un musée qui comprend notamment des photographies du premier train d'Amérique du Sud qui reliait Copiapó à la ville de Caldera. La gare est devenue un monument national du Chili.

## Galerie

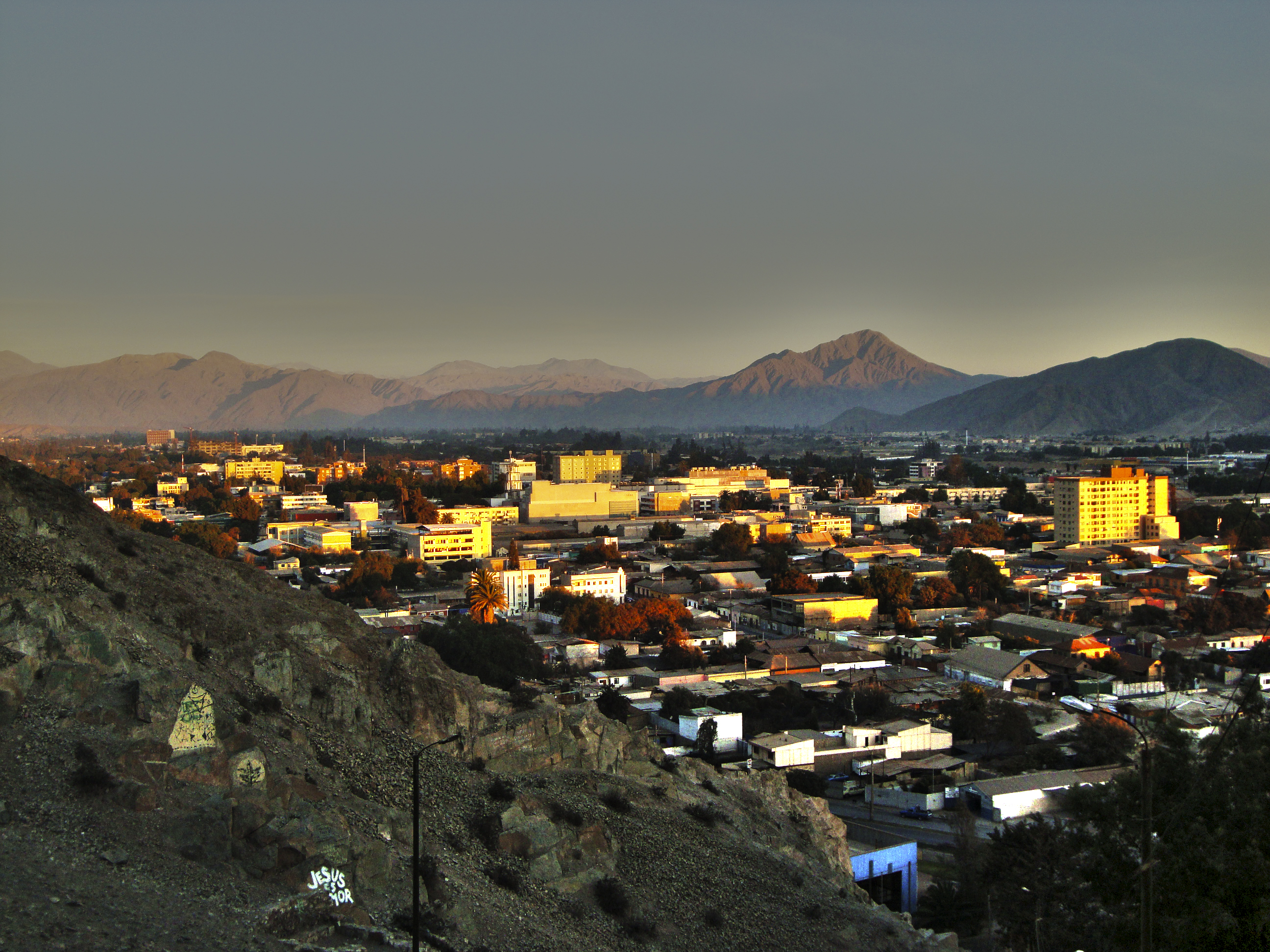
Coucher de soleil dans la ville.
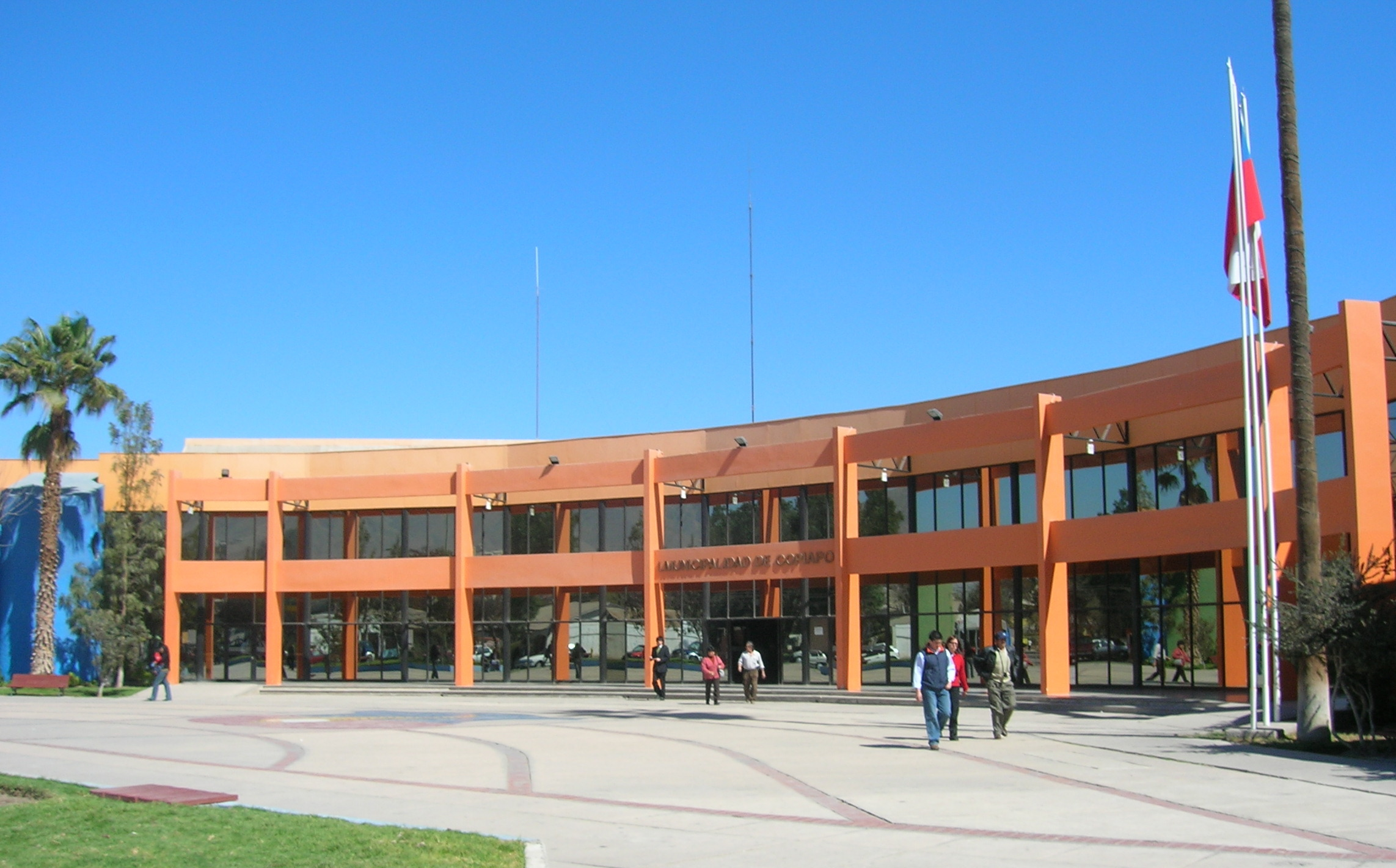
Hôtel de ville de Copiapó.
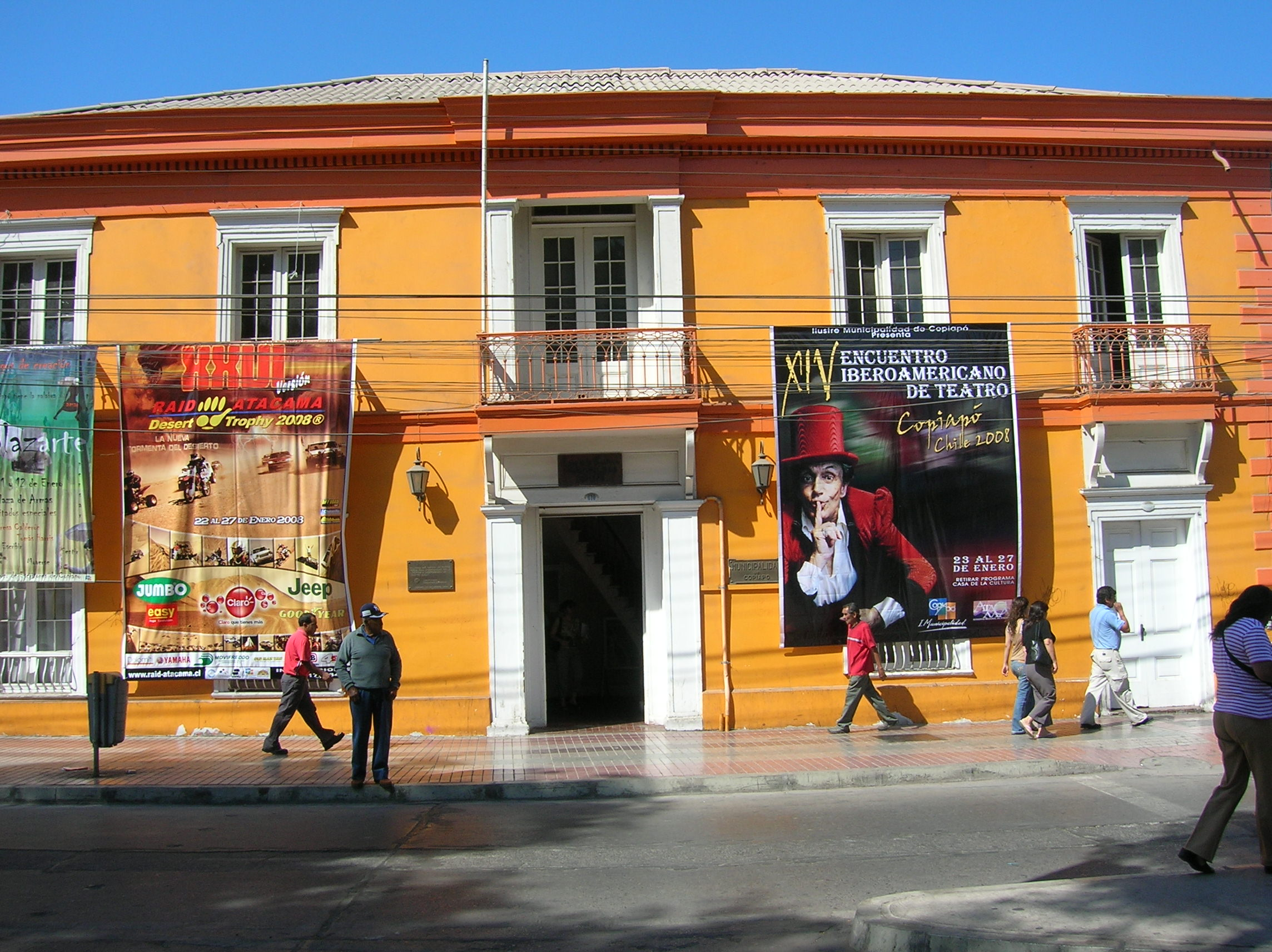
Maison de la culture de Copiapó.
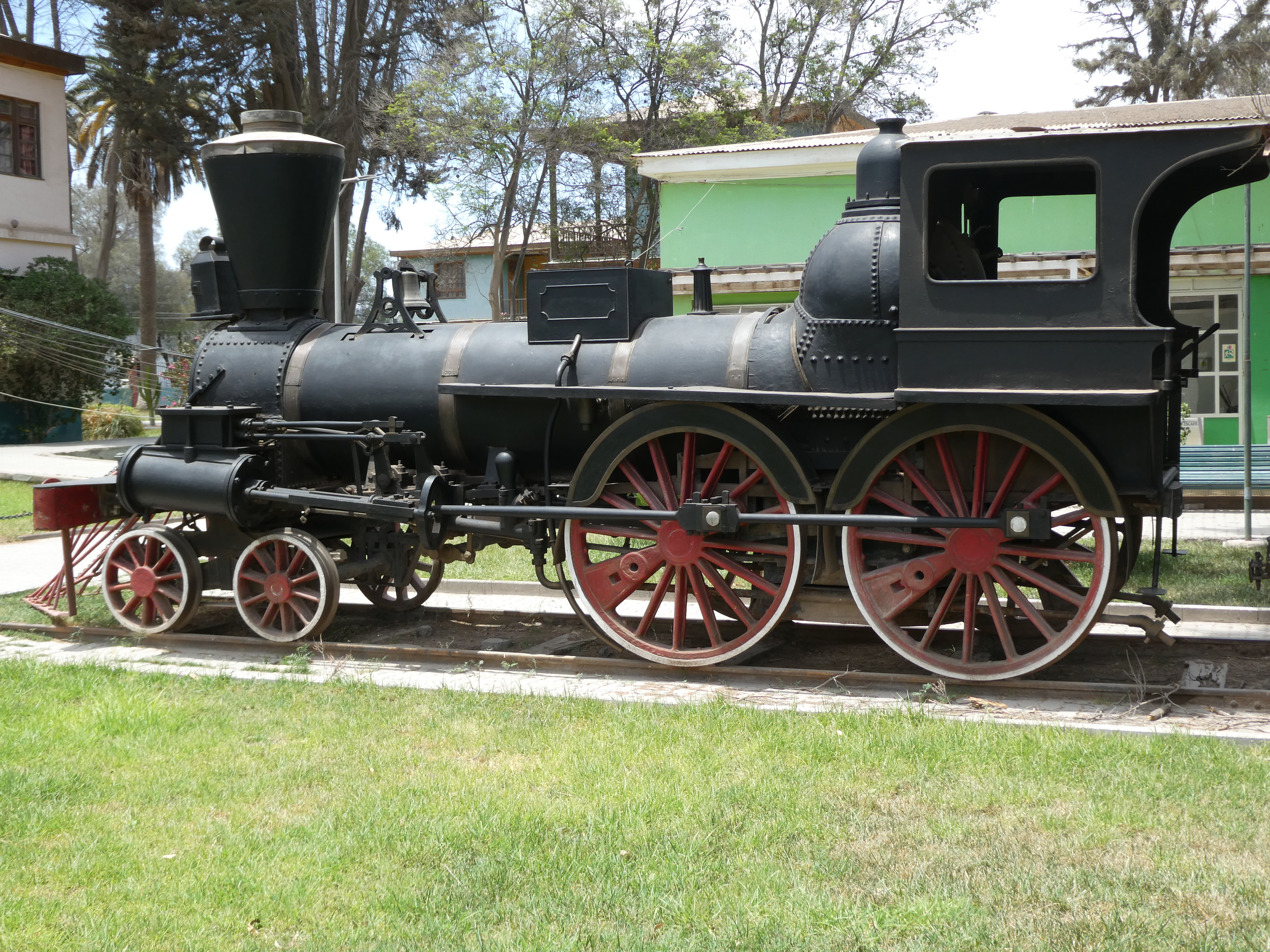
Locomotive à vapeur Copiapó, année 1850.

## Personnalités nées à Copiapó
- Emil Bahlsen (1862-1919), ingénieur allemand.
- Daniella Cicardini (1987-), biologiste marine et femme politique.

Position de Copiapó (en rouge) au sein de la Région d'Atacama.